# Aeroportul Negage
Aeroportul Negage (IATA: GXG, ICAO: FNNG) este un aeroport din Provincia Uíge, Angola ce deservește zona Negage⁠(d). A fost numit după zona deservită.
Situat la o altitudine de 1.251 m, aeroportul dispune de o singură pistă.